# Gueorgui Beríyev
Gueorgui Mijáilovich Beríyev (en ruso: Георгий Михайлович Бериев; 31 de enero/13 de febrero de 1903, Tiflis (Georgia) - 12 de julio de 1979, Moscú) fue un constructor aeronáutico soviético. Es conocido principalmente por sus hidroaviones y aviones anfibios.
Tras finalizar sus estudios en la Escuela de Ferrocarriles de Tiflis en 1923, ingresó en el Instituto Politécnico de Leningrado (en la actualidad Universidad Politécnica Estatal de San Petersburgo) y estudió en el Departamento de Aeronáutica de la Facultad de Construcción Marítima, finalizando su formación en 1930. Inicialmente trabajó como ayudante en el estudio de diseño del inventor francés Paul Aimé Richard , durante la última estancia de este en la URSS, entre 1928 y 1930; antes de convertirse, a finales de 1930, en el ingeniero jefe adjunto de la oficina de proyectos central « Menchinsk» donde desarrolló el avión de reconocimiento naval Beriev MBR-2. Tras el éxito cosechado por este aparato, crea en 1934 la Oficina Especial de Estudios (OKB) para hidroaviones de Taganrog que dirigiría desde octubre de 1934 hasta 1968. Su fructífera labor entregó a la Unión Soviética la serie MP, MBR, MBRD y las BE con sus variantes y terminada la guerra, desarrolló los hidros a reacción entre ellos el Beriev R-1, el primer hidroavión a reacción y el gigantesco Beriev Be-42 / A-40 Albatros. También desarrolló aviones de transporte de pasajeros como el BE-30 y el Be-200.
La OKB lleva el nombre de Complejo Científico-Técnico de Aviación de Taganrog en Homenaje a Georgi Mijáilovich Beríyev o ТАНТК  y en inglés Beriev Aircraft Company desde diciembre de 1989.
Beríev recibió el Premio Stalin en 1947 como premio por el desarrollo del Beriev Be-6 y posteriormente el Premio Estatal de la URSS en 1968 por el Beriev Be-12. Recibió también en dos ocasiones la Orden de Lenin.
Tras retirarse de la vida activa, continuó sus investigaciones científicas en Moscú hasta su muerte.